# Разгневный
«Разгневный» — прам Азовской флотилии России, участник русско-турецкой войны 1735—1739 годов.

## Описание судна
Один из девяти больших 44-пушечных двухдечных прамов типа «Близко не подходи», построенных на Тавровской верфи. Вооружение судна состояло из 44-х орудий.

## История постройки
8 (19) апреля 1723 года Петром I был подписан указ о строительстве в Таврове судов для будущего флота, предназначавшегося для борьбы за выход в Чёрное море. Согласно приказу в том же году были заложены 9 больших 44-пушечных двухдечных и 6 малых 8-пушечных однодечных прамов. После подписания в Константинополе 12 (23) июня 1724 года русско-турецкого договора, разграничивающего владения России и Турции, 1 (12) октября 1724 года был издан указ о прекращении работ по строительству судов. В результате чего прамы были оставлены недостроенными на стапелях. При подготовке к новой войне с Турцией в 27 июня (8 июля) 1735 года был издан указ императрицы Анны Иоанновны о достройке, спуску на воду и подготовке судов, построенных в Таврове. В результате все 9 прамов типа «Близко не подходи» были спущены в 1735 году.

## История службы
Прам «Разгневный» принимал участие в русско-турецкой войне 1735—1739 годов. В августе 1735 года был переведён из Таврова в Павловск. 2 (13) апреля 1736 года вошёл в состав отряда контр-адмирала П. П. Бредаля и вышел из Павловска к Азову, куда прибыл к 12 (23) мая.
1 (12) и 2 (13) июня прам вёл бомбардировку укреплений Азова. За время бомбардировки с судна было сделано 741 выстрел, а от ответного огня было ранено 6 членов экипажа прама. 19 (30) июня крепость Азов капитулировала.
С ноября 1736 года прам остался у Азова на зимовку, а в следующем 1737 году был вытащен на отмель, поскольку его корпус оказался гнил и в нём открылась сильная течь. В 1738 году прам «Разгневный» был разобран.

## Командиры судна
Командиром прама «Разгневный» во время осады Азова в 1736 году служил капитан полковничьего ранга Матис Тем. Сведений о других командирах судна не найдено.

### Комментарии
1. ↑  Другие прамы этого типа носили наименования «Близко не подходи», «Гром и молния», «Небоязливый», «Северный медведь», «Дикий бык», «Сердитый», «Спящий лев» и «Страшный»[1].
2. ↑  По другим данным в 1734 году[4].